# Österreichisch-Britische Gesellschaft
Die Österreichisch-Britische Gesellschaft (Austro-British Society / ABS) ist ein eingetragener Verein, der den gesellschaftlichen Austausch zwischen Österreich und dem Vereinigten Königreich Großbritannien und Nordirland fördert. Die Gesellschaft wurde 2009 in Wien durch Kurt Tiroch neugegründet und unterstützt seitdem den Ausbau der bilateralen Beziehungen auf kultureller, wirtschaftlicher und politischer Ebene.
Hierzu wird ein breites Spektrum an Veranstaltungen geboten, das Mitgliedern der Gesellschaft eine Networking Plattform bietet und dabei ermöglicht, sich mit aktuellen Themen rund um Großbritannien und Österreich auseinanderzusetzen.
Die Gesellschaft hat rund 400 Mitglieder, davon 45 Firmenmitglieder (Stand März 2023).

## Aktivitäten

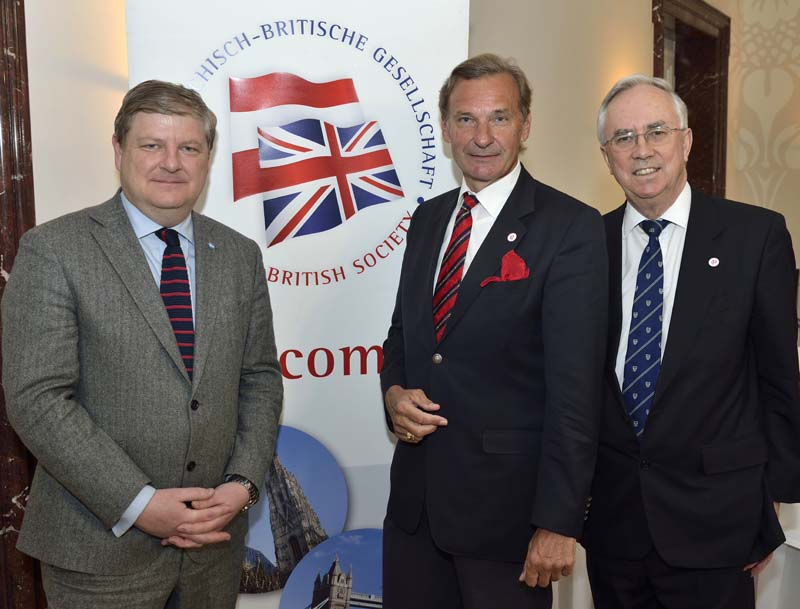
Angus Robertson (SNP), ABS-Präsident Kurt Tiroch und Diplomat Colin Munro diskutieren das schottische Unabhängigkeitsreferendum. 2014 im Café Landtmann

Im Durchschnitt organisiert die Gesellschaft alle zwei Wochen eine Veranstaltung. Die Bandbreite der Themen reicht hierbei von politischen Diskussionen, Theaterbesuchen, Musikangeboten und sportlichen Veranstaltungen bis hin zu Vorträgen über Wirtschaft, Diplomatie, gesellschaftlichen Events und Kurztrips nach Großbritannien.
Prominente Gastredner aus der Politik waren bisher u. a. Bundeskanzler a. D. Wolfgang Schüssel, der damalige britische Europaminister David Lidington, Außenminister Sebastian Kurz und der britische Parlamentsabgeordnete (SNP) Angus Robertson (siehe Bild). Vortragende im Bereich Diplomatie inkludierten neben dem früheren Staatssekretär und Diplomaten Hans Winkler auch den österreichischen Botschafter in London, Emil Brix und den EU-Beamten Martin Selmayr. Unter Vertretern aus der Wirtschaft, die für die Österreichisch-Britische Gesellschaft bisher auftraten, finden sich OeNB-Gouverneur Ewald Nowotny, OMV CFO David Davies, BP Personalchef Helmut Schuster, den früheren Erste-Group-Chef Andreas Treichl, Austrian-CEO Alexis von Hoensbroech und Karl Stoss, Generaldirektor der Casinos Austria.

## Geschichte
Die Vorgängerin der heutigen Gesellschaft wurde bereits 1946 gegründet. Nach dem Zweiten Weltkrieg wollten die Siegermächte die Beziehungen zu Österreich auch abseits der offiziellen Diplomatie verbessern. Daher wurden mehrere bilaterale Gesellschaften gegründet – so auch die Österreichisch-Britische Gesellschaft. Jahrzehntelang organisierte man Sprachkurse und Austauschprogramme. Bis zum Jahr 2005 wurde die Gesellschaft jedoch zunehmend inaktiv und löste sich schließlich auf.
Nur vier Jahre später wurde sie von dem Österreicher Kurt Tiroch neugegründet. Tiroch, ein ehemaliger Manager des britischen Energieunternehmens BP, sammelte eine Gruppe von Gleichgesinnten zusammen und schmiedete die ersten Pläne, wie die Gesellschaft organisiert werden sollte. Im September 2010 kam es unter Anwesenheit des damaligen britischen Botschafters in Österreich, Simon Smith, und des österreichischen Botschafters in London, Emil Brix, zur konstituierenden Generalversammlung in der Residenz des Britischen Botschafters in Wien.
Die erste Veranstaltung fand daraufhin im Oktober 2010 statt unter Einladung von Bundeskanzler a. D. Wolfgang Schüssel, der zur Nachhaltigkeit der europäischen Krisenbewältigung referierte. Seit 2010 fanden über 300 Veranstaltungen statt. Allein im Jahr 2022 organisierte die Gesellschaft 38 Vorträge, Einladungen und andere Zusammenkünfte.
Heute zählt der Verein rund 400 Mitglieder, darunter ca. 80 Briten sowie 45 Firmenmitglieder (Stand März 2023).
Im November 2015 erhielt die Gesellschaft die Auszeichnung als „die herausragendste Freundschaftsgesellschaft des Jahres 2015“ des österreichischen Bundesministeriums für Wissenschaft, Forschung und Wirtschaft. Die Auszeichnung wurde von Erwin Kubesch am 6. November 2015 an die Gesellschaft überreicht.

## Vorstand (Ausschnitt)
Unter den Vorstandsmitgliedern finden sich Vertreter aus Diplomatie und Wirtschaft:
- Kurt Tiroch (Präsident), Unternehmer
- Alexander Christiani (Vizepräsident), ehemaliger österreichischer Botschafter in London, Den Haag und Pretoria
- Jochen Ressel (Generalsekretär), Unternehmer
- Christian Steiner (Generalsekretärstellvertreter), Jurist
- Wolfgang Geissler (Kassier), Finanzberater
- Wolfgang Buchta (Kassierstellvertreter), Unternehmer